# Un temps pour mourir
Pour les articles homonymes, voir Tiempo de morir.
Pour plus de détails, voir Fiche technique et Distribution.
Un temps pour mourir (Tiempo de morir) est un film mexicain réalisé par Arturo Ripstein, sorti en 1966.

## Fiche technique
- Titre français : Un temps pour mourir[1]
- Titre original : Tiempo de morir
- Réalisation : Arturo Ripstein
- Scénario : Carlos Fuentes et Gabriel García Márquez
- Pays d'origine : Mexique
- Format : Noir et blanc - Mono
- Genre : western
- Date de sortie : 
  - Mexique : 11 août 1966
  - France : 4 janvier 2017[1]

## Distribution
- Marga López : Mariana Sampedro
- Jorge Martínez de Hoyos : Juan Sayago
- Enrique Rocha : Pedro Trueba
- Alfredo Leal : Julián Trueba
- Blanca Sánchez : Sonia
- Tito Junco : Comisario
- Claudio Isaac : Claudio Sampedro